# Залізничний перегін
Залізничний перегін — частина залізничної лінії, між суміжними роздільними пунктами. Роздільними пунктами можуть бути: станції, роз'їзди, обгінні пункти.
На одноколійних ділянках кордон перегону означають вхідні світлофори станцій, а на двоколійних — покажчики кордонів станції і вхідний світлофор суміжної станції. Якщо на станції присутній світлофор для прийому поїздів з неправильного шляху, то межі перегону в цьому випадку, як і на одноколійної лінії, позначаються вхідними світлофорами. Для збільшення пропускної здатності перегін поділяють на блок-ділянки — відрізки шляху, обмежені світлофорами. На перегонах, де застосовується інтервальне регулювання руху поїздів, тільки автоматична локомотивна сигналізація (система АЛСО), прохідні світлофори відсутні. Межею блок-ділянки є спеціальний вказівний знак зі світловідбивачами та цифровими літерними табличками. Мінімальна довжина блок-ділянки повинна бути не менше довжини гальмівного шляху поїзда з максимально дозволеною на ділянці швидкістю до повної зупинки, але не менше 1000 метрів. У релейних системах автоблокування максимальна довжина блок-ділянки становить 2500 м, в сучасних системах автоблокування з тональними рейковими ланцюгами межа максимальної довжини блок-ділянки технічно не обмежена, але обмежується виходячи з економічних міркувань: підвищення пропускної здатності перегону і ділянки зокрема.